# Грязнова Марія Петрівна
Марія Петрівна Грязнова (нар. 1912, тепер місто Первомайськ Миколаївської області — ?) — українська радянська діячка, старший агроном Андрієво-Іванівського районного земельного відділу Одеської області, 1-й секретар Андрієво-Іванівського райкому КП(б)У Одеської області. Депутат Верховної Ради УРСР 2—3-го скликань.

## Біографія
Народилася у родині робітника. У 1929 році закінчила неповну середню школу, а у 1932 році — Новоукраїнський технікум зернових культур. У 1930 році вступила до комсомолу.
Трудову діяльність розпочала у 1932 році агрономом Плетено-Ташлицької, а згодом Новоукраїнської машинно-тракторної станції (МТС) Кіровоградщини. З 1937 по 1941 рік — агроном-насіннєвод Андрієво-Іванівського районного земельного відділу Одеської області.
Під час німецько-радянської війни перебувала у евакуації, працювала агрономом Солодчинського району Сталінградської області РРФСР та агрономом Віхляївської машинно-тракторної станції (МТС) Саратовської області РРФСР.
Член ВКП(б) з 1943 року.
З серпня 1944 до 1950 року — старший, головний агроном Андрієво-Іванівського районного земельного відділу Одеської області. У 1950 році — голова правління укрупненого колгоспу імені Кірова Андрієво-Іванівського району Одеської області.
У грудні 1950 — після 1952 року — 1-й секретар Андрієво-Іванівського районного комітету КП(б)У Одеської області.

## Нагороди
- орден Трудового Червоного Прапора (23.01.1948)
- медалі